# Dasyhelea pygmaea
Dasyhelea pygmaea är en tvåvingeart som först beskrevs av Samuel Wendell Williston  1896.  Dasyhelea pygmaea ingår i släktet Dasyhelea och familjen svidknott. Inga underarter finns listade i Catalogue of Life.